# Новокузнецкий трамвай
Новокузнецкий трамвай — трамвайная система в городе Новокузнецке Кемеровской области, открытая 30 ноября 1933 года.

## Описание
Является первой трамвайной системой Западной Сибири и первой за Уралом системой, построенной в годы Советской власти (Новосибирский трамвай был пущен на несколько месяцев позже), а также второй в России восточнее Урала (первая была открыта во Владивостоке).
Новокузнецкая трамвайная система состоит из двух не связанных между собой сетей, никогда не соединявшихся друг с другом: одна сеть работает только в Заводском районе и представлена единственным маршрутом № 10, другая сеть работает на территории Кузнецкого, Куйбышевского, Орджоникидзевского и Центрального районов города.

## История
Начало строительства новокузнецкой трамвайной системы началось летом 1933 года с однопутной линии от Деревообрабатывающего завода (ДОЗ) до железнодорожного вокзала по Ворошиловскому шоссе, улице Орджоникидзе, проспекту Молотова. Этот участок был торжественно пущен в эксплуатацию в 16:00 30 ноября 1933 года от Площади Побед — таким образом, новокузнецкая трамвайная система была запущена на несколько месяцев раньше новосибирской, второй в азиатской России после Владивостока. Для пуска трамвая было получено 8 моторных вагонов серии Х и 10 прицепных вагонов серии М Мытищинского машиностроительного завода. По линии ходил трамвайный маршрут № 1 ДОЗ — Вокзал.
В 1934 году была проложена линия до ст. Водная (в районе современного Левобережного жилмассива) и в Араличево, сооружено трамвайное кольцо на Левом Берегу, запущены маршруты от Площади Побед до ост. «Водная» (№ 2) и до ост. «Араличево» (№ 3). В 1935 году были спрямлены два участка по трамвайных путей по проспекту Молотова, уложены вторые трамвайные пути по Соцгороду и от ост. «Звуковое кино» до ост. «Вокзал» с установкой металлических опор на двухпутном участке, получены ещё 2 моторных и 4 прицепных вагона. В 1938 году через Кузнецкий мост трамвай направился в Кузнецкий район — проложена трамвайно-железнодорожная линия линия (с третьим рельсом) до ост. «Почта», продлён маршрут № 2 до неё. Лишь в 1972 году с постройкой нового Кузнецкого моста и отдельного железнодорожного моста в районе Топольников трамвай пошёл по отдельным выделенным путям. В 1939 году трамвайный цех, входивший до этого в состав КМК был передан в ведение Горсовета и стал городским коммунальным предприятием, получено дополнительно 2 моторных и 4 прицепных вагона, в 1948 году — ещё 6 вагонов.
В 1949 году на линию вышел новый трамвайный вагон М-38, полученный из Москвы. В 1950 году были построены однопутная линия «Вокзал — Точилино» с разъездами на нескольких остановках и двухпутная линия «Советская площадь — ДК Алюминщиков». В 1951 году город начал эксплуатировать вагоны КТМ/КТП-1, и 6 ноября был запущен маршрут № 4 «КМК — Точилино». В 1956 году линия от ост. «ДК Алюминщиков» в Кузнецком районе была продлена далее по улице Ленина до ост. «Малоэтажка». В 1963 году были построены новые линии от КМК до Левого берега в Центральном районе по улице Орджоникидзе, проспектам Кузнецкстроевский, Октябрьский и Дружбы, от ост. «Точилино» до ост. «Лыжная база» в Куйбышевском районе и от ост. «Малоэтажка» до ост. «Мебельная фабрика» в Кузнецком районе, а участок по Болотной улице до ост. «Станция Водная» был демонтирован.
В 1966 году была построена трамвайная линия от ост. «Лыжная база» до ост. «Сосновый бор», началось строительство трамвайной сети и трамвайного депо в Заводском районе. В 1967 году город получил первые десять вагонов Татра-Т3 из Чехословакии, впоследствии ставшие основой подвижного состава трамвайной сети города до 1990-х годов. Из всех трамвайных хозяйств Кемеровской области эти трамваи эксплуатировались только в Новокузнецке. В 1968 году была построена линия по проспекту Курако, пути для заезда вагонов в депо с проспекта Металлургов до проспекта Курако были демонтированы, как и участок путей от ост. «2-я Береговая» до ост. «ДОЗ», введён участок от ост. «Речной вокзал» до «Стройбазы». По проспекту Курако сначала был запущен маршрут № 4 «КМК — Лыжная база», но вскоре маршрут № 4 перенесли на проспект Металлургов, а по проспекту Курако был пущен маршрут № 5 «КМК — Транспортная». 27 ноября 1969 года было открыто движение по Заводскому району к Западно-Сибирскому металлургическому заводу. В этом же году была построена трамвайная линия от ост. «30-й квартал» до ост. «Мебельная фабрика» через Технический проезд и улицу Обнорского.
В 1972 году было введено в эксплуатацию трамвайное депо № 3 в Кузнецком районе, поступили первые трамвайные вагоны типа КТМ-5М3. В 1973 году была построена трамвайная линия от ост. «Комсомольская площадь» до ост. «Транспортная» по проспекту Дружбы, улицам Кутузова и Циолковского протяженностью 5,5 км (все пути были уложены на железобетонные шпалы). В 1974 году были построены трамвайные пути по улице Лазо от трамвайного депо № 1 до проспекта Курако.
В 1980—1981 годах велось строительство трамвайных путей из Кузнецкого района в Орджоникидзевский район. 19 февраля 1981 года было открыто движение до ост. «Байдаевская», а 18 апреля 1987 года введён в эксплуатацию участок путей до ост. «Таштагольская», введены новые маршруты № 6 и № 8 до ост. «Советская площадь» (сначала от ост. «Байдаевская», затем от ост. «Таштагольская»).
В 1990 году в город поступили чехословацкие вагоны нового поколения — Tatra T6B5.

### После распада СССР
В 1990-е годы был закрыт маршрут № 9 от ост. «Лыжная база» до ост. «Сосновый бор», сам участок был демонтирован. Остановлено строительство трамвая из Заводского района в Новоильинский, трамвайные пути демонтированы. Поступили в эксплуатацию трамвайные вагоны 71-608К (1993 год), 71-608КМ (1995 год). В 1999 году списаны последние пассажирские вагоны Татра-Т3.
Также осуществлялись перевозки старым маршрутом № 7 (КМК — Комсомольская площадь) через ул. Кузнецкстроевский и новым, действовавшим до 2003 года, маршрутом № 7 (КМК — Советская площадь), как сокращённый вариант маршрутов № 2 и № 9. Эти маршруты относились к депо № 1. У действующего маршрута № 8 ранее был сокращённый вариант от ост."Советская площадь" до ост. «Мебельная фабрика». Депо осталось прежним. Связывал Куйбышевский район с с. Сосновкой Новокузнецкого района старый маршрут № 9 от ост."Лыжная база" до ост. «Сосновый бор». Закрыт в 1990 году.
До 2005 года действовал маршрут № 1 от ост."Транспортная ул." до ост. «Стройбаза», проходивший по проспектам Курако и Строителей. Относился к депо № 1. К этому же депо относился и старый маршрут № 2 от ост."НКМК" до ост."Малоэтажка", следовавший по Октябрьскому проспекту в Центральном районе. В 2005 году был закрыт маршрут № 1, участок путей от ост."НКМК" до ост."Стройбаза" демонтирован полностью.

В 2006 году было убрано «малое» трамвайное кольцо КМК, которое использовалась для разворота трамваев маршрутов 2, 4, 9, а также отстоя служебных вагонов. В том же году были получены первые два трамвайных вагона серии 71-619.

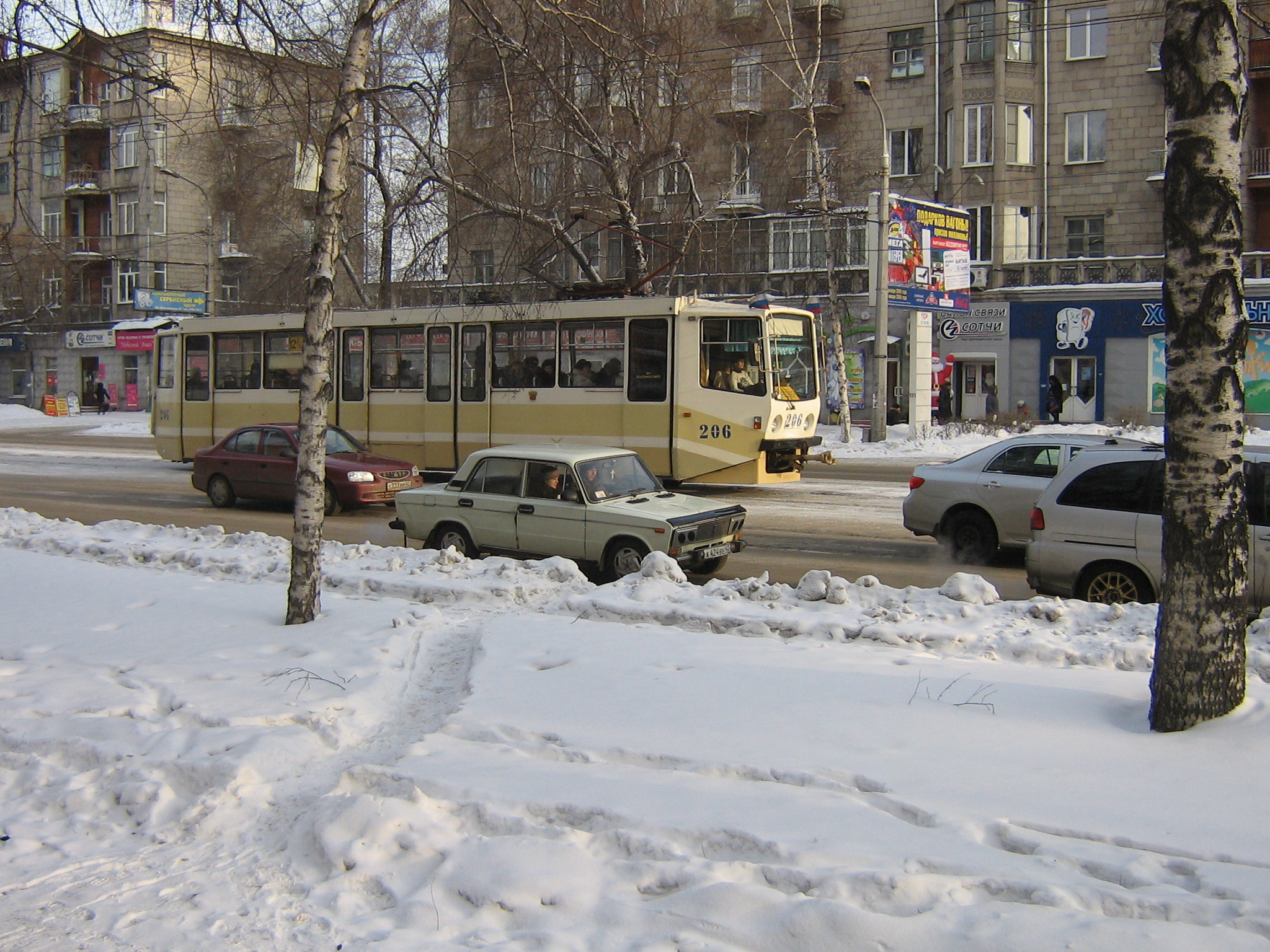
Трамвай в 2009 году

В 2007 году ликвидировано трамвайное кольцо на Советской площади, в итоге маршруты № 6, 8 продлены до ост. «Транспортная», маршрут № 12 — до ост. «Малоэтажка». Маршрут № 11, следовавший от ост."Транспортная" до ост. «Советская площадь» просуществовал до того же года. Проходил по следующим улицам: Транспортная улица, проспект Металлургов, улица Орджоникидзе, Кузнецкстроевский проспект, Октябрьский проспект, проспект Дружбы. С оптимизацией движения были закрыты маршруты № 13 («Транспортная» — «Советская площадь»), являвшимся укороченным вариантом маршрута № 12, № 14 (как современный маршрут № 2, в обоих направлениях следующий через ост. «Малоэтажка») и № 15 (как современный маршрут № 9, в обоих направлениях следующий через ост. «Ферросплавный завод»). К депо № 1 принадлежат маршруты № 3, № 9, № 11, № 12, № 12А. Маршруты линии КМК — Байдаевская № 14 и № 15 обслуживались депо № 3.
12 декабря 2008 года закрыт маршрут № 4 с последующей разборкой трамвайных путей на участке от ост. «Лыжная база» до ост. «Транспортная», введён маршрут № 12А от ост. «КМК» до ост. «Малоэтажка» (отличие от маршрута № 12 — движение на участке от КМК до Привокзальной площади по улице Орджоникидзе и проспекту Металлургов).
К депо № 3 относился существовавший до 2009 года маршрут № 6К, следовавший от ост."Таштагольская" до ост. «Малоэтажка», проходящий по улице Обнорского и Техническому проезду.

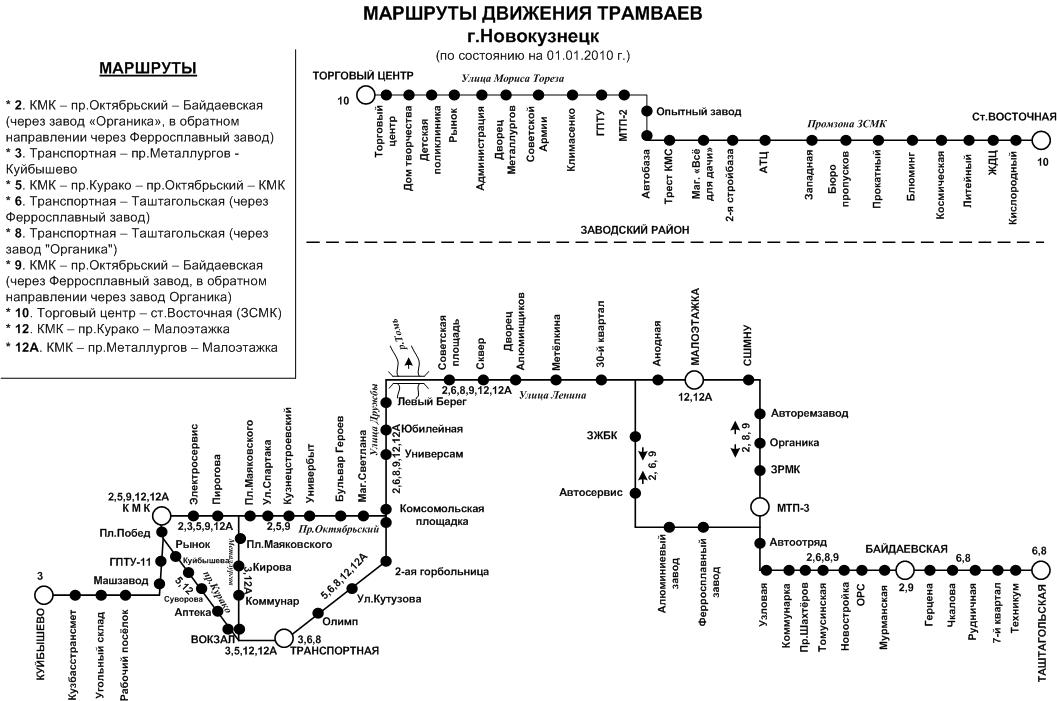
Схема маршрутов (актуальна на 2010 год)

В 2013 году трамвайные депо города получили четыре трамвайных вагона АКСМ-60102 из Беларуси.
31 декабря 2014 года закрыт маршрут № 3 "«Транспортная» — «Куйбышево»), прикреплённый к депо № 1, который осуществлял перевозки через проспект Металлургов. По проспекту Металлургов начал курсировать маршрут № 5. В то же время работали старый (КМК — ст. Водная) и новый (КМК — Лыжная база) маршруты № 4[прояснить], осуществлявшие движение по Болотной улице в центре и проспекту Металлургов через остановку «Транспортная» соответственно.
16 мая 2015 года в связи с демонтажем трамвайных путей на проспекте Курако был закрыт маршрут № 12. В результате трамвай был заменён троллейбусом, демонтирован выезд/въезд из Депо № 1 на проспект Курако.
1 ноября 2016 года закрыт участок от ост."НКМК" до ост. «Куйбышево», закрыт неэффективный маршрут № 3К «НКМК — Куйбышево», а линия от НКМК до депо № 1 работала только для рейсов из/в Депо № 1.

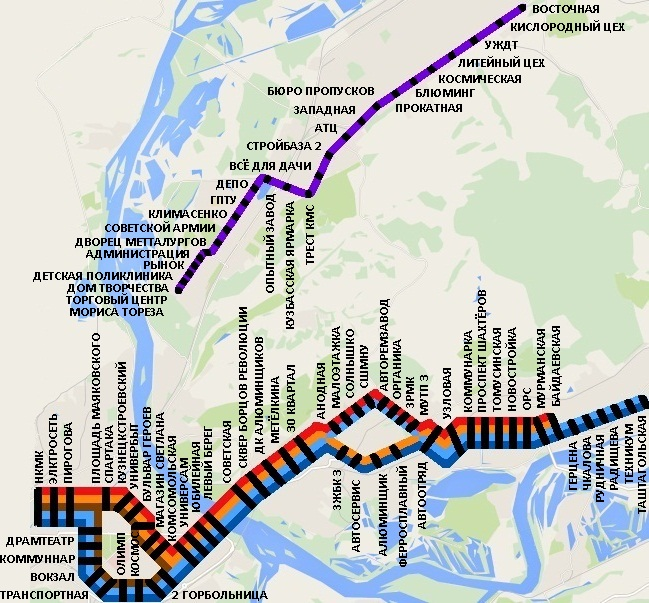
Схема маршрутов (Актуальна с 2016 по 2019 гг.)

21 сентября 2019 года закрыта линия на проспекте Металлургов, в связи с его реконструкцией. Закрытие объявлялось временным, но линия была разобрана полностью и без восстановления. В результате маршруты 6 и 8 вновь были сокращены до остановки «Транспортная», а маршрут № 5 начал следовать от ост."НКМК" до ост."Транспортная" через Октябрьский проспект.
В октябре 2019 года из Москвы поступило 10 б/у трамваев модели 71-619А.
По состоянию на 2020 год в городе действует три муниципальных трамвайных предприятия (МТП), в каждом из которых действует по одному депо. Действует 6 маршрутов. Насчитывается 98 вагонов.
В 2023 году было построено трамвайное кольцо на привокзальной площади, что позволило вернуть трамвай на вокзал. Были продлены маршруты 5, 6, 8 от остановки Транспортная, расстояние от которой до вокзала составляло более 600 метров.

Схема маршрутов (Актуальна с 2020 года)

Путевая система имеет две ветки, соединенные между собой линиями на Кузнецком мосту. Ветка в Центре расходится от остановки Комсомольская площадка на Транспортную и КМК. Ветка на Кузнецк расходится на Кузнецкое шоссе и улицу Обнорского. Обратно сходятся в Орджоникидзевском районе и до конечной остановки Таштагольская. Имеется шесть разворотов. Отдельная прямая трамвайная линия находится в Заводском районе. Имеется три разворота.
Подвижной состав представлен трамвайными вагонами производства Усть-Катавского вагоностроительного завода и Белкоммунмаш — КТМ-5М3 (71-605), более новой модификации КТМ 71-605А, а также приобретённые в 1990-х годах — 71-608К и 71-608КМ, с 2006 года в город начали поступать вагоны модельного ряда 71-619.
В 2013 году в городе появились вагоны АКСМ-60102. В 2020 — 71-623 и 71-142.

## Маршрутная сеть
| Маршрут | Софиты | Конечные            | Конечные                 | Депо | Выхода первого вагона                   | Выход последнего вагона                 | Выпуск | Примечания                        |
| ------- | ------ | ------------------- | ------------------------ | ---- | --------------------------------------- | --------------------------------------- | ------ | --------------------------------- |
| 2       | 🟨 🟥  | КМК                 | Байдаевская              | 1,3  | НКМК — 05:51 Байдаевская — 05:29        | НКМК — 23:02 Байдаевская — 22:54        | 12/10  | По Кузнецкому шоссе               |
| 5       | 🟩 🟦  | КМК                 | Вокзал                   | 1    | НКМК — 05:34                            | НКМК — 23:39                            | 8/4    |                                   |
| 6       | 🟦 🟨  | Вокзал              | Собор Рождества Христова | 1,3  | 05:07 Таштагольская — 06:06             | 22:34 Таштагольская — 22:28             | 8/5    | По улице Обнорского               |
| 8       | 🟥 ⬜  | Вокзал              | Собор Рождества Христова | 1,3  | 05:01 Таштагольская — 05:33             | 21:17 Таштагольская — 22:17             | 8/5    | По Кузнецкому шоссе               |
| 9       | 🟦 🟥  | КМК                 | Байдаевская              | 1,3  | НКМК — 06:40 Байдаевская — 06:28        | НКМК — 19:12 Байдаевская — 19:44        | 6      | По улице Обнорского               |
| 10      | 🟥 🟩  | Улица Мориса Тореза | Восточная                | 2    | Мориса Тореза — 06:10 Восточная — 06:56 | Мориса Тореза — 23:57 Восточная — 22:43 | 19/11  | Укороченный: Мориса Тореза - Депо |

### Возможные сокращения маршрутов
Для реагирования на возможные аварии, дорожную ситуацию или ремонты путей вагоны могут отклоняться от маршрутов или разворачиваться на промежуточных разворотах. Для информирования пассажиров используются дополнительные таблички и звуковые объявления в салон.
| «до Транспортной ул.» или «до Вокзала»                                 | 2,9        | Для входа в график после долгих простоев, в случае закрытия Октябрьского проспекта.                                                                      |
| «до Байдаевской», «до Мебельной(Трамвайное депо №3)», «до Малоэтажки». | 2,6,8,9    | В случае сильного опоздания на маршрутах, для входа в график, а также в случае закрытия движения на линии Трамвайное депо №3 — Собор Рождества Христова. |
| «По 5 маршруту»                                                        | 2,6,8,9.   | В случае закрытия линии от ост."Комсомольская площадка" до ост. «Стадион „Регби“».                                                                       |
| «До Стадиона»                                                          | 2,6,8,9    | В случае закрытия линии от ост."Комсомольская площадка" до ост. «Стадион „Регби“».                                                                       |
| «В депо»                                                               | 2,6,8,9,10 | По расписанию. |

В депо № 1 табличку в депо ставят обычно на кольце НКМК для следования через остановки Площадь побед и ГПТУ-11 без посадки. В случае поломки или опоздания 5-го или 12-го маршрутов возможен заезд в депо по ул. Лазо, в таком случае такую табличку ставят на Малоэтажке/Транспортной и объявляют о том что вагон идет только до Крытого рынка (ныне не используется, так как линия на пр. Курако закрыта с 2015 г.)
Оповещение водителей о закрытии линий производится по конечным Байдаевская, Вокзал, НКМК и Собор Рождества Христова. После получения информации о закрытии водитель связывается с диспетчером и согласовывает изменение схемы движения.
После открытия разворотного кольца на Вокзале, трамваи Депо № 1, которые следуют по маршрутам № № 6, 8, для следования в депо, на остановке Комсомольская площадь меняют свои маршруты на маршрут № 5 и далее сначала на Вокзал, затем на КМК и в депо.

### Описание конечных остановок и разъездов
Конечные и сквозные остановки:
- «КМК» — самая крупная на сегодняшний день конечная остановка в городе. Есть возможность разворота с обеих сторон, имеется прямой путь в обход кольца, два запасных пути. Прямой путь не используется. Две стрелки, наиболее загруженные для разворота вагонов с обеих сторон автоматизированы. Используется для разворота трамваев маршрутов № 2, № 5, № 9.Ранее состояла из двух колец, имелось больше запасных путей, был тупик на базу МКП СиП, где стоял сетеизмеритель С-32; С 1933 по 2005 был выезд на пр. Строителей.
- "Вокзал" - восстановлена в марте-июне 2023 года для связки железнодорожного вокзала с основной трамвайной сетью. Эксплуатируется тремя маршрутами: №№ 5,6,8. Пассажирское движение открыто 1 июня 2023 года.
- «Транспортная» — расположена неподалёку от железнодорожного вокзала. Состоит из кольца без объездного пути и запасного пути в сторону вокзала и КМК. С открытием кольца на вокзале для разворота обычно не используется. Запасной путь обычно занят спецвагоном С-8, базирующимся на этой остановке. Автоматизированы две стрелки кольца. Был выезд в Точилино (до декабря 2008 г.) и в Сосновку (до 1990 г.), а также на пр. Курако (до мая 2015 г.) и пр. Металлургов (до октября 2019 г.). С июня 2023 г. возвращён выезд на вокзал.
- «Малоэтажка» (Малоэтажная ул.) — расположена в Кузнецком районе. Имеет кольцо и прямой путь, один запасной путь. Сквозная для маршрутов № 2, № 8. Автоматизирована только одна стрелка, со стороны центра, наиболее используемая. Выезд в сторону Орджоникидзевского района используется только для маневров по опережению вагонов и для выезда спецвагонов.
- «Трамвайное депо № 3» — расположена напротив одноименного депо в Кузнецком районе. Кольцо без прямого пути. Для разворота вагонов используется редко. На оборотных участках кольца предусмотрен обед вагонов.
- «Байдаевская» — расположена в Орджоникидзевском район. Кольцо без прямого пути. Используется для разворота 2, 9 маршрутом; сквозные 6, 8. На оборотном участке со стороны Таштагольской обычно стоит спецвагон С-14, базирующийся на данной конечной остановке.
- «Собор Рождества Христова» (до 2016 г. — «Таштагольская») — самая восточная конечная остановка в городе. Расположена в Орджоникидзевском районе. Используется 6, 8 маршрутом. Кольцо с одним сквозным запасным путем.
- «ул. Мориса Тореза» («Кольцо Запсиба») — расположено в Заводском районе для разворота маршрута № 10. Имеет запасной прямой путь.
- «Восточная» — расположено в Заводском районе недалеко от Полосухино для разворота маршрута № 10. Имеется запасной путь для служебных вагонов.

Разъезды:
- Рудокопровая ул. — служебный съезд на однопутную линию в депо № 1. Ранее была полностью автоматизирована. Проходит по мосту с 1970 через Абу.[12]
- Комсомольская площадка — треугольник с проспекта Дружбы на Октябрьский проспект. Полностью используется в маршрутном движении. Ранее был автоматизирован только со стороны Левого берега, после реконструкции Октябрьского проспекта в 2024 году автоматика ликвидирована.
- Стадион «Регби» — треугольник с улицы Ленина на Технический проезд. Поворот с Технического проезда в сторону Малоэтажной улицы в маршрутном движении не используется. До 2009 года по нему ходил маршрут № 6К. В случае закрытия движения в центре из-за аварии или ДТП вагоны следуют до Стадиона проходя по кольцу участок Автоотряд — Стадион.
- Автоотряд — треугольник на перекрестке улицы Обнорского и Кузнецкого шоссе. В маршрутном движении съезд с Обнорского в сторону Мебельной фабрики не используется, по нему осуществляются заходы с № 6, № 9 и выходы на № 2, № 6 маршрут из депо № 3.
- Мебельная фабрика — съезды и однопутный треугольник в депо № 3.
- Депо № 2 — однопутный и рядом двухпутный треугольник в депо № 2

Бывшие конечные остановки и разъезды:
- «Дом творчества» — Существовала до 1980 года. Была расположена в Заводском районе. Сейчас там располагаются жилые дома по адресу: ул. Мориса Тореза, дома № № 56, 58, 58А.

- «Сосновый бор» — Существовала с 1966 по 1990 год. Была расположена в с. Сосновка. Использовалась для разворота маршрута № 9 «Сосновый бор — Лыжная база». Полностью демонтирована
- «Стройбаза» — Существовала с 30.11.1933 г. по 7.06.2005 г. Была самой северной остановкой в Центральном районе. Использовалась для разворота маршрута № 1 «Транспортная — Стройбаза». Кольцо с одним сквозным запасным путем. К концу 2005 года демонтировано полностью.
- «Советская площадь» — располагалась сразу после въезда в Кузнецкий район. Использовалось для разворота 6,7,8 и 12 маршрута. 2 и 9 маршруты — сквозные. Демонтировано в 2007 году. Ныне на его месте расположен ТЦ «Район»
- «Лыжная база» — Существовала с 1951 по 2008 год. Располагалась в конце города. Использовалось для разворота маршрутов № 4, № 9 (до 1990 года). В августе 2008 года демонтировано полностью.
- «Точилино» — с августа по декабрь 2008 года использовалось для разворота маршрута № 4.
- «Куйбышево» — Существовала с 1934 по 2016 год. Была самой западной остановкой города, использовалось для разворота маршрута № 3 «Транспортная — Куйбышево». Маршрут № 3 закрыт 1 ноября 2016 года. В настоящее время линия «Рудокопровая — Куйбышево» до сих пор не разобрана.
- «Площадь Побед» — Автоматизированный разъезд со стрелками со стороны кольца КМК на проспект Курако.. Ликвидирован в мае 2015 года.
- «Площадь Маяковского» — треугольник с улицы Орджоникидзе на проспект Металлургов. Съезды с проспекта Металлургов на улицу Орджоникидзе в сторону ост."ЦУМ" и обратно не используется в маршрутном движении. Автоматизирован только со стороны КМК. Ликвидирован в октябре 2019 года.

## Путевое хозяйство
Новокузнецкий трамвай имеет протяженную и разветвлённую путевую сеть, обслуживает почти все районы города, за исключением Новоильинского. Общая протяжённость путей новокузнецкого трамвая в двухпутном исчислении составляет 52,2 км.
Встречаются ограничения 5, 10, 15 км/ч. Часто они обозначаются табличкой с указанием скорости ограничения в начале участка, в конце участка табличек нет.
- на перегоне Транспортная — Вокзал в кривой перед автовокзалом — 10 км/ч, приблизительно 50 м.
- на перегоне Левый берег — Советская площадь — 10 км/ч на Кузнецком мосту, 450 метров.
- на перегоне Узловая — Коммунарка — 15 км/ч на спуске в сторону Байдаевской длиной 200 м и 10 км/ч в кривой в обеих направлениях — приблизительно 50 м.
- На перегоне ОРС — Мурманская — 10 км/ч, приблизительно 50 м.

## Энергохозяйство
Контактная сеть трамвая протяженностью 112,487 километров питается от 15-ти тяговых подстанций. Напряжение сети трамвая 550—600 вольт.система постоянного тока. Перевод стрелочных переводов на линии большей частью автоматический, причем применяются сериесные контакты «салазки», установленные на контактном проводе. Из основных не автоматизированы стрелки на пр. Октябрьском и на Комсомольской со стороны Транспортной, что создает большие неудобства водителям. Летом 2023 года была проведена работа по ремонту стрелки на перекрестке Дружбы-Октябрьский (Комсомольская площадка).
Трамвайные подстанции в центральной системе:
- № 4 — рядом с кольцом НКМК.
- № 3 — на ул. Ленина рядом с ост. Малоэтажка.
- № 21 — рядом с кольцом Байдаевская.

и т. д.

## Структура
Трамвайное хозяйство состоит из трёх депо и двух обслуживающих организаций.
- МТП № 1 с трамвайным депо № 1 (открыто в 1933 году), находится в Куйбышевском районе на улице Лазо, обслуживает маршруты № 2, 5, 6, 8, 9;
- МТП № 2 с трамвайным депо № 2 (открыто в 1969 году), находится в Заводском районе на улице Климасенко, обслуживает маршрут № 10.
- МТП № 3 с трамвайным депо № 3 (открыто в 1973 году) расположено в Кузнецком районе на Кузнецком шоссе, обслуживает маршруты № 2, 6, 8, 9.
- МКП ТП ГЭТ — служба пути. Контора и основная база находиться в депо № 1. Дополнительные базы имеются в депо № 2, на кольцах Транспортная и Байдаевская.
- МКП СиП ГЭТ — энергохозяйство. Контора — в троллейбусном депо, база — рядом с кольцом КМК.

С 6 августа 2014 года после слияния всех предприятий ГЭТ в МТТП НГО предприятия стали именоваться как депо № 1,2,3 и служба «трамвайные пути» и «энергохозяйство».

## Подвижной состав

### Маршрутный подвижной состав

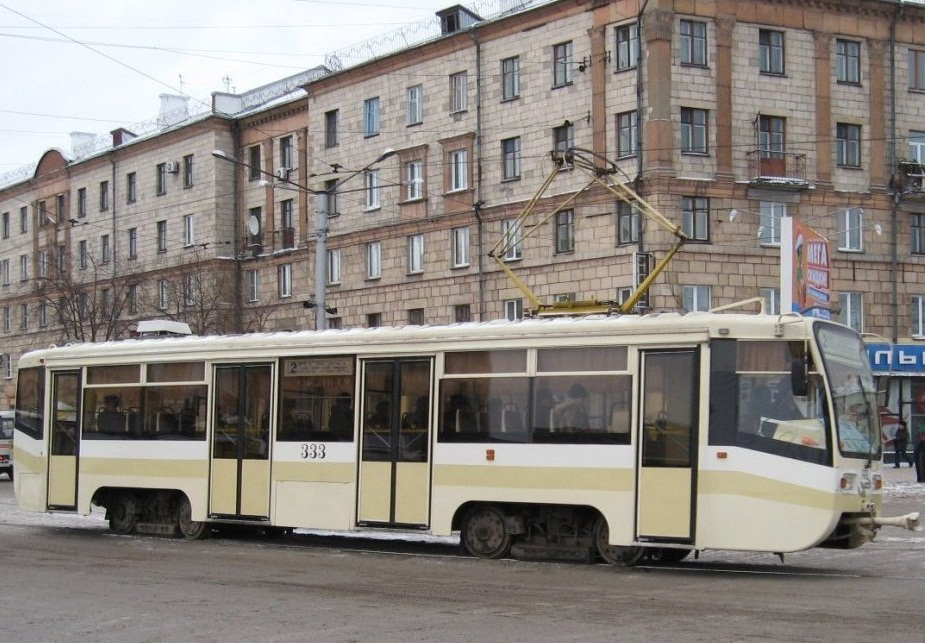
Трамвай модели 71-619КТ

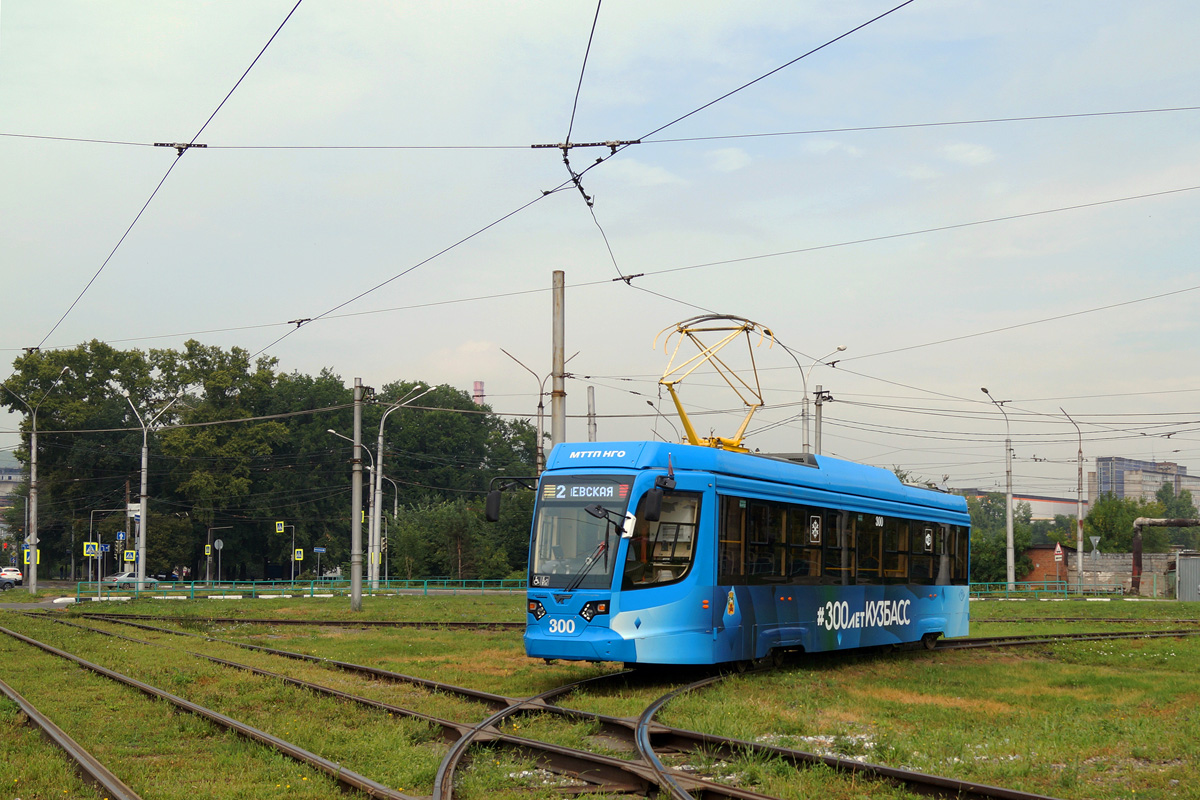
Поступивший в 2020 году трамвай 71-623-04

По состоянию на апрель 2025 года подвижной состав представлен следующими пассажирскими вагонами:
| Модель    | Всего | Депо 1 | Депо 2 | Депо 3 |
| --------- | ----- | ------ | ------ | ------ |
| 71-623-04 | 39    | 12     | 14     | 13     |
| 71-608КМ  | 32    | 14     | 8      | 10     |
| 71-608К   | 18    | 7      | 4      | 7      |
| 71-619А   | 10    | 4      | 2      | 4      |
| 71-619КТ  | 5     | 1      | 2      | 2      |
| БКМ-60102 | 4     | 3      | 1      |        |
| 71-619К   | 3     | 1      | 1      | 1      |
| 71-142.1  | 2     | 2      |        |        |
| РВЗ-6М2   | 1     | 1      |        |        |

Нумерация вагонов:
- 100—199 — МТП-2;
- 200—299 — МТП-1;
- 300—399 — МТП-3.

Единственная в городе (в настоящее время и в области) сцепка из двух вагонов (СМЕ) работала на 10 маршруте практически до конца 2014. Номера вагонов 139+163. В настоящее время все вагоны в городе ходят одиночками.

### Специальный подвижной состав
- 3 снегоочистителя, 2 из них марки ВТК-24 (на базе вагонов 71-605), называемых «Ветерок» (С-27 и 34) и 1 на базе вагона 71-608КМ (С-1);
- 4 двуосных снегоочистителя моделей РГС-2 (С-18, 30) , ВТК-01 (С-2, 5);
- 2 вагона контроля контактной сети, (С-32 на базе 71-608К, С-7 на базе 71-605);
- 2 рельсотранспортера типа ТК-28, (С-16, С-31);
- 1 грузовой вагон на базе 71-605 (С-29);
- 2 служебных вагона на базе 71-605 (С-8, 14).
- 1 буксир (С-236)

Почти все служебные вагоны состоят на балансе Службы пути (МКП «Трамвайные пути ГЭТ»), а ныне службы «Трамвайные пути». Исключение составляет вагоны С-7 и С-236, находящиеся на балансе 2 и 1 депо соответственно. Служба пути осуществляет текущий и капитальный ремонты трамвайных путей, расчистку трамвайных путей от снега и мусора.
Кроме основной базы службы пути в депо № 1 на Лазо 25 имеются её подразделения на кольце Транспортная и Байдаевская.
Ремонтом контактной сети трамвая и троллейбуса в городе занимается МКП « Сети и подстанции ГЭТ», а ныне служба «Энергохозяйство.»

### Ранее действовавший подвижной состав
- Моторные вагоны серии Х (1933—1966?) — 20 вагонов;
- Прицепные вагоны серии М (1933—1966?) — 30 вагонов;
- М-38 (эксплуатировался единственный вагон из Москвы (1948—1966) — 1 вагон;
- КП (1948—1966?) — 4 вагона, в том числе 2 вагона переделаны в моторные;
- МТВ-82 (1953—1965) — 1 вагон;
- МС Двусторонние двукабинные вагоны Трамваи Путиловского завода (1956—1966) — 4 вагона;
- ПС Бестележечные двусторонние вагоны на свободных осях Трамваи Путиловского завода (1956—1966) — 3 вагона;
- С Прицепные вагоны серии С, вторые прицепы к составам Х+М (1958—1966) — 6 вагонов;
- КТМ/КТП-1 (1950—1974) — 36/36 вагонов;
- КТМ/КТП-2 (1961—1974) — 70/70 вагонов;
- ЛМ-49/ЛП-49 (1959—1965) — 7/7 вагонов;
- Tatra T3 (1967—1999) — 236 вагонов, в том числе 121 вагон в двухдверном варианте исполнения; в том числе 26 вагонов из города Иркутск;
- Tatra T6B5 (1990—1994) — 15 вагонов.
- 71-605 (1972?—2024)

Примечания:
- Вагон МТВ-82 в 1953 получен из города Томск, впоследствии (1965 год) передан в город Осинники;
- Вагоны ЛМ-49/ЛП-49 в 1965 году были переданы в город Горький (Нижний Новгород);
- В 1994 году 10 из 15 вагонов Tatra T6B5 были переданы в город — Барнаул в обмен на 10 вагонов 71-608К, остальные 5 вагонов списаны до 1996 года.

## Статистика
Протяжённость эксплуатационных трамвайных путей(на конец года; км)
| Год       | 1995 | 2000 | 2001 | 2002 | 2003 | 2004 | 2005 | 2006 | 2008 | 2009 |
| Длина, км | 64,1 | 60,8 | 60,8 | 60,8 | 60,8 | 60,8 | 59,3 | 59,3 | 55,3 | 55,3 |

Наличие пассажирских трамвайных вагонов (на конец года; штук)
| Год        | 1995 | 2000 | 2001 | 2002 | 2003 | 2004 | 2005 | 2006 | 2008 | 2009 |
| Вагоны, шт | 169  | 130  | 126  | 125  | 125  | 121  | 117  | 117  | 116  | 117  |

Перевозки пассажиров трамваями (млн человек)
| Год           | 1995 | 2000 | 2001 | 2002 | 2003 | 2004 | 2005 | 2006 | 2008 | 2009 |
| Человек, млн. | 98,6 | 37,0 | 36,1 | 31,2 | 29,4 | 29,4 | 29,5 | 32,0 | 32,2 | 30,2 |